# Hans Oesch
Hans Rolf Oesch (* 10. September 1926 in Wolfhalden, heimatberechtigt in Balgach; † 7. Mai 1992 in Anwil) war ein Schweizer Musikwissenschaftler.

## Leben
Oesch studierte von 1946 bis 1951 Musikwissenschaft bei Jacques Handschin an der Universität Basel, wo er mit der Promotion abschloss. 1959 habilitierte er sich an der Universität Zürich und war danach als Musikrezensent der National-Zeitung sowie als Lehrbeauftragter in Basel tätig.
1967 wurde er mit seiner Ernennung zum ordentlichen Professor auch Leiter des Musikwissenschaftlichen Instituts und damit Nachfolger von Leo Schrade. Die Instrumentensammlung des Instituts erweiterte er mit südostasiatischen Instrumenten, welche Oesch auf seinen ethnomusikologischen Forschungsreisen mitgebracht hatte. Ausserdem war er an der Gesamtausgabe der Werke Arcangelo Corellis beteiligt und wirkte ab 1986 als wissenschaftlicher Leiter der Paul-Sacher-Stiftung.
1991 wurde Oesch emeritiert und von Wulf Arlt abgelöst; wenige Monate darauf verstarb er.